# Arbor Hill (Iowa)
Pour les articles homonymes, voir Arbor Hill.
Arbor Hill est une communauté non constituée en municipalité, du comté d'Adair en Iowa, aux États-Unis.
Les bureaux de la poste sont inaugurés à Arbor Hill en 1857, la communauté est rebaptisée  Arborhill en 1895 et la poste est fermée en 1907.